# Anouar Brahem
Anouar Brahem (in arabo أنور براهم‎?; Tunisi, 20 ottobre 1957) è un musicista e compositore tunisino, suonatore di oud (liuto medio orientale).

## Biografia
Rivolta in maniera particolare al pubblico appassionato di jazz e di world music, la sua musica mescola la musica classica araba, motivi folk e jazz per creare un impasto caratteristico. Ha iniziato a registrare nel 1991, dopo aver raggiunto la notorietà nazionale nei primi anni ottanta.
Brahem iniziò gli studi a 10 anni con Ali Sitri al Conservatorio nazionale di Tunisi. Nel 1987, dopo aver trascorso sei anni a Parigi, divenne direttore, per due anni, della Ensemble musicale de la ville de Tunis. L'editrice ECM pubblicò il suo primo album (oltre ad una cassetta musicale autoprodotta in gioventù) nel 1991, sotto il titolo Barzakh.
Lo stile di Brahem viene spesso paragonato a quello di Rabih Abou-Khalil, anche se le sue composizioni tendono ad essere più delicate ed eteree. La formazione che preferisce è il trio o il quartetto.

## Collaborazioni
Nella sua carriera, Brahem ha collaborato con molti musicisti, tra cui Dave Holland e John Surman (nell'album Thimar), Richard Galliano, Jan Garbarek, il percussionista tunisino Lassad Hosni, il violinista Bechir Selmi e il clarinettista turco Barbaros Erköse.
Sempre presso la ECM ha registrato due CD con François Couturier al piano e Jean-Louis Matinier all'accordion: nel 2001 Le pas du chat noir e nel 2005 Le voyage de Sahar.
Nel 2015 ha collaborato con l'Orchestra della Svizzera italiana.
Anouar ha pubblicato Blue Maqams nel 2017 con un gruppo composto da Jack DeJohnette, Dave Holland e Django Bates.

## Discografia
- 1991 - Barzakh (ECM)
- 1992 - Conte de l'incroyable amour (ECM)
- 1995 - Khomsa (ECM) con Richard Galliano e Palle Danielsson
- 1998 - Thimar (ECM) con John Surman e Dave Holland
- 2000 - Astrakan Café (ECM)
- 2002 - Charmediterranéen (ECM) con Orchestre National de Jazz diretta da Paolo Damiani
- 2002 - Le Pas du Chat Noir (ECM)
- 2003 - Vague (ECM) edizione limitata disponibile in Francia e Belgio
- 2006 - Le Voyage de Sahar (ECM)
- 2009 - The Astounding Eyes Of Rita (ECM)
- 2014 - Souvenance (ECM)
- 2017 - Blue Maqams (ECM)[2]

### Con Jan Garbarek
- 1994 - Madar (ECM)

### Con Artisti Vari
- 1999 - Africa North (Hearts of Space)